# Will Scarlet

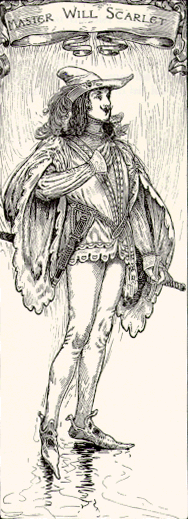
Will Scarlet.
Louis Rhead, 1912.

Will Scarlet (también Scarlett, Scarlock, Scadlock, Scatheloke, Scathelocke o Shacklock) es un personaje ficticio miembro de la banda de forajidos de Robin Hood. Aparece en las primeras baladas junto a Little John y Much, el hijo del molinero.
La confusión de apellidos ha llevado a algunos autores a distinguir varios personajes diferentes. El dramaturgo isabelino Anthony Munday presentó a un Scarlet y a un Scathlocke como medio hermanos en su obra The Downfall of Robert, Earl of Huntington. Howard Pyle incluye tanto a un Will Scathelock como a un Will Scarlet en su The Merry Adventures of Robin Hood. También Will Stutely podría ser el mismo personaje.

## Historia
La primera aparición de Will Scarlet fue en A Gest of Robyn Hode, una de las baladas más antiguas sobre Robin Hood. En ella, ayudó a capturar a Richard at the Lee, y fue uno de los que insistieron en otorgarle un caballo y ropa adecuada al abandonar la guarida del bosque.
Otra de las primeras baladas, una variante de Robin Hood's Death, señala la entrada de Will a la banda. Preguntando quién es él, afirma llamarse Gamwell, el Joven, y estar huyendo tras matar al mayordomo de su padre y robarle a su padre para buscar a su tío, quien es precisamente Robin Hood. Este último le da la bienvenida y le da el nombre de Scarlet. Esta historia, con algunas variaciones, se da como el origen común del personaje.
Francis James Child recopiló las baladas mencionadas en sus Child Ballads, donde se puede ir analizando el papel secundario que recibe Scarlet dentro de los cuentos. En Robin Hood's Delight, Robin se encuentra con un extraño contra el cual no puede pelear, por lo que debe burlarlo; más tarde se encuentra con Little John, con quien lucha contra tres silvicultores. En Robin Hood and the Curtal Friar, Scarlet habla con Robin sobre el fraile, resultando en su encuentro posterior. En Robin Hood and Guy of Gisbourne, Little John es capturado luego de intentar salvar a Scarlet de prisión, luego del asesinato de dos de los forajidos. En la inusual balada Robin Hood and the Prince of Aragon, Robin, Little John y Scarlet deben rescatar al rey, luchar contra el príncipe que se disputa el título y dos gigantes, terminando con Will casándose con la princesa. Esta última balada, a diferencia de las otras Child Ballads, rara vez se utilizó en adaptaciones posteriores de la leyenda.

### Versiones posteriores
Tradicionalmente, la mayoría de los proscritos son representados como de mediana edad, mientras que a Scarlet se le representa más joven, a veces en su adolescencia. En los cuentos tradicionales, se le caracteriza como exaltado y tempestuoso, con amor por la ropa elegante y usando con frecuencia seda roja. Es el espadachín más hábil de los forajidos, mientras que Robin Hood es el mejor arquero y Little John el lancero más calificado.
Según la tradición local, Will Scarlet murió después de una batalla con los hombres del Sheriff de Nottingham y está enterrado en el cementerio de la Iglesia de Santa María de la Purificación de Blidworth, en Nottinghamshire. El vértice de la antigua torre de la iglesia torre se encuentra en el cementerio y se conoce popularmente como un monumento a Will Scarlet, cuya tumba se encuentra sin marcar.

## Interpretaciones
Tanto en el filme de 1938 como en el de 1991, Scarlet es retratado como amigo y compañero de Robin (casi como escudero o paje). En 1938 se le da el nombre de Will o' Gamwell, quizás por una conjunción con el personaje de Alan-A-Dale, ya que en una escena comienza a cantar una canción. Es interpretado por Patric Knowles.
En Robin Hood: Prince of Thieves de 1991, es interpretado por Christian Slater, y se le retrata como medio hermano ilegítimo de Robin Hood, generando antipatía hacia este último. En la película de comedia Robin Hood: Men in Tights de 1993 (que parodia, principalmente a Prince of Thieves) es interpretado por Matthew Porretta. Se le representa simplemente como amigo de Little John y es de los principales compañeros de Robin después de su encuentro.
En la versión de 2010, Robin Hood, fue interpretado por Scott Grimes. Es interpretado por Jamie Dornan en la versión de 2018.